# Victor Ferreyra
Victor Ferreyra (Río Tercero, 24 februari 1964) is een voormalig Argentijns voetballer.

## Argentijns voetbalelftal
Victor Ferreyra debuteerde in 1991 in het Argentijns nationaal elftal en speelde 2 interlands, waarin hij 1 keer scoorde.